# (28729) Moivre
Pour les articles homonymes, voir Moivre.
(28729) Moivre est un astéroïde de la ceinture principale découvert le 11 avril 2000 à Prescott par l'astronome italiano-américain Paul Comba. Il porte le nom du mathématicien français Abraham de Moivre (1667-1754).
Sa désignation provisoire était 2000 GF123.